# Kurosagi - Il truffatore nero
Kurosagi - Il truffatore nero (クロサギ?, Kurosagi) è un manga seinen scritto da Takeshi Natsuhara e disegnato da Kuromaru, pubblicato prima su Weekly Young Sunday e poi su Big Comic Spirits. La serie parla d'un ragazzo che compie truffe solo nei confronti degli altri truffatori professionisti, conosciuti come Shirosagi: una specie di Robin Hood che aiuta le vittime cadute nei loro inganni. Il fumetto ha vinto il Premio Shogakukan per i manga nel 2008 assieme a Bambino!.
Adattato in un dorama stagionale primaverile di 11 puntate prodotto e mandato in onda nel 2006 da TBS, è stato seguito poi da una pellicola cinematografica live action dallo stesso titolo due anni dopo (vedi Kurosagi), sempre con protagonisti Yamapi e Maki Horikita, tornati nuovamente assieme dopo il successo ottenuto con Nobuta wo Produce.
In Italia è inedito.

## Trama
Nel mondo vi sono 3 tipi di truffatori: gli Shirosagi (シロサギ-airone bianco) o truffatori che saccheggiano e derubano la gente; gli Akasagi che defraudano manipolando i sentimenti altrui; ed infine i Kurosagi (aironi neri) i quali han come loro fine ultimo quello d'ingannar a loro volta le 2 categorie precedenti. In tal modo il giovane Kurosaki cerca d'aiutar le persone innocenti cadute nella rete degli imbroglioni e per questo andate in rovina, recuperando i soldi perduti; preservandole così dalla "follia" commessa a suo tempo dal padre.
L'Eroe di questa storia è un ragazzo in cerca di vendetta, la cui famiglia è stata decimata a seguito della truffa perpetrata da uno Shirosagi ai loro danni. Difatti 6 anni prima il padre è stato imbrogliato da uno di loro e perse tutto il suo denaro ed il lavoro: a causa di questo ha ucciso la moglie e la figlia ed infine si è suicidato. Solo il figlio maggiore, allora studente, si salvò, riportando però una ferita alla spalla.
Dopo tale tragedia abbattutasi come uno tsunami su di lui, decide di diventar lui stesso un Kurosagi: l'esperto truffatore nero che truffa gli altri truffatori. Da quel giorno in poi non ha altro scopo nella vita che quello di distrugger tutti i truffatori di questo mondo. Per rappresaglia contro il fato a lui avverso ha dovuto imparar a sue spese ad esser crudele.
Con l'aiuto del vecchio Toshio, che gli fornisce le necessarie informazioni e gli pianifica il "lavoro", Kurosagi scivola nei panni di potenziale vittima per far cadere in trappola lo Shirosagi di turno e risarcire così col denaro recuperato le sue precedenti vittime.
Il ragazzo gestisce poi anche un business legittimo come affittuario d'appartamenti: uno dei suoi inquilini è una giovane studentessa di legge che vuole diventare pubblico ministero (avvocato finanziario nel dorama), la quale proprio non riesce a capir la sua mancanza di rispetto per la legge e cerca di riportare Kurosagi al buon senso, anche utilizzando l'arma dell'amore.

## Protagonisti
- Kurosaki (Kurosagi), interpretato da Tomohisa Yamashita:

21 anni. Noto truffatore noto come Kurosagi perché si rivolge alla frode solo nei confronti degli altri truffatori professionisti: egli li inganna raccogliendo prove contro di loro. Ha una faccia da bambino, ma in realtà ha cambiato il proprio aspetto tramite un intervento chirurgico; questo per mantener celata la sua autentica identità. Anche il suo vero nome ed età nel manga rimangono sconosciute.
Per diventar un truffatore senza scrupoli ha dovuto sacrificare tutto, soprattutto dire definitivamente addio all'amore. Tuttavia, appena salva Tsurara (stava per esser schiacciata da un treno alla stazione) le cose si fanno completamente differenti; pur rendendosi ben conto che tra i due non potrà mai esserci un lieto fine. Gli piacciono molto i dolci e le caramelle, ha un gatto nero.
- Tsurara Yoshikawa, interpretata da Maki Horikita:

Inizialmente studentessa di economia, Kurosagi aiuta suo padre a recuperar il denaro da lui perduto per colpa d'una truffa; a seguito di ciò la ragazza passa alla facoltà di legge per studiar da avvocato. Lei disapprova i metodi "illegali" di Kurosagi ma, per ironia della sorte, cade innamorata di lui. È una ragazza in definitiva molto forte e coraggiosa.
Vive nella stessa casa di Kurosagi, nell'appartamento di fianco al suo, come coinquilina; lavora part-time in una caffetteria. Entrerà in contatto col vecchio Toshio portandogli al ristorante i pacchi di caffè da lui ordinati.
- Yukari Mishima, interpretata da Yui Ichikawa:

inizialmente amica e compagna di Tsurara all'università (frequenta lettere). Dopo che Kurosagi aiuta lei e un'amica da un truffatore, cerca sempre più d'avvicinarsi al ragazzo, facendole una corte serrata. Entrerà in disaccordo con Tsurara, in quanto appoggia l'attività ai limiti della legge del ragazzo.
- Yoichi Shiraishi, interpretato da Koji Kato:

un truffatore esperto, vecchia conoscenza di Toshio. S'imbatterà un paio di volte in Kurosagi; la prima viene ingannato dal giovane, mentre la seconda volta lo aiuta in una truffa.
- Toshio Katsuragi, interpretato da Tsutomu Yamazaki:

in passato è stato un grande esperto della truffa ed impostore incallito; ora, felicemente in pensione, è invece considerato da tutti i giovani shirosagi come un vero e proprio "maestro". Fornisce informazioni a Kurosagi sulle potenziali vittime in cambio d'una parte del profitto finale: è la mente che sta dietro a molte delle truffe compiute dal ragazzo. Fa anche un po' la parte di figura paterna sostitutiva verso di lui.
Usa come copertura nei confronti della polizia il ristorante Katsura di cui è proprietario; rimane comunque un personaggio "oscuro" ed indecifrabile (ha preso parte a suo tempo al crollo della famiglia di Kurosaki) che sembra divertirsi a giocare coi sentimenti altrui. Soffre di cuore ed è accudito premurosamente da Hayasa.
- Mikimoto interpretato da Shiro Kishibe:

ha fatto parte del gruppo che ha rubato tutti i soldi al padre di Kurosaki, capo della banda che ha mandato in rovina la famiglia di Kurosaki, dietro cui stava Toshio.
- Tetsuji Momoyama, interpretato da Ryōsei Tayama:

vice di Masaru, lo assiste nelle indagini.
- Yuuko Osawa, interpretata da Reina:

compagna di corso di Tsurara.
- Makiko Hayase, interpretata da Kaoru Okunuki:

assistente/segretaria personale ed infermiera di Toshio. Figlia del cuoco defunto del ristorante di Toshio, unico vero amico che l'uomo abbia mai avuto. Nel manga è un uomo.
- Padre di Kurosaki, interpretato da Tetta Sugimoto:

dopo aver perduto tutto impazzisce ed accoltella la moglie e la figlia. Muore suicida lasciando Kurosaki solo al mondo.
- Masaru Kashima, interpretato da Shō Aikawa:

26 anni, ispettore di polizia appena nominato, assistente del dipartimento orientale di Tokyo e responsabile dei "crimini intellettuali". È una persona in definitiva estremamente ipocrita che mette tutto il suo impegno nello sforzo di far rispettar la legge e l'ordine ufficiali-
Nel manga si rivela subito molto ostile nei confronti di Kurosagi e, dopo aver appreso dei suoi metodi di truffa, diventa ossessionato dall'idea di catturarlo: in un'occasione si spinge fino al punto d'inseguir rabbiosamente Kurosagi al di fuori della sua stessa giurisdizione. Nel dorama è lui stesso figlio di uno shirosagi e, ancora bambino, ha cambiato nome dopo esser stato adottato; mentre nel manga è lo zio paterno ad esser stato un truffatore e per questo a due anni gli viene dato il cognome della madre.

### Star ospiti
- Kaoru Sugita - Shinkawa Namie

la prima truffatrice con cui s'imbatte Kurosaki, è quella che ha portato via i soldi a Keisuke.
- Toshinori Omi - Matsumura Keisuke
- Yuko Nito - Matsumura Yasuko

moglie di Keisuke.
- Takeru Shibuya - Matsumura Kazuma

figlioletto di Keisuke.
- Keiichirō Koyama - Tanabe Satoshi

compagno di Kurosaki al liceo, ora assiste la sorella nelle sue truffe.
- Maju Ozawa - Tanabe Misaki

truffatrice matrimoniale.
- Susumu Kobayashi - Kamo
- Masaaki Sakai - Shimizu Tadayuki

truffatore nel campo dei gioielli.
- Kenta Kiritani - Soma Takashi
- Mai Takahashi - Nakamura Atsuko
- Takehiko Ono - Eguchi Ichirou

amministratore delegato di una società di costruzioni.
- Koji Shimizu
- Shigeru Izumiya - Yoshikawa Tatsuki

padre di Tsurara, chiede sempre in prestito soldi alla moglie e alla figlia.
- Eiko Nagashima - Yoshikawa Midori

madre di Tsurara. Ha problemi di salute.
- Youji Tanaka - Goto Takayuki

truffatore di marchi di alta moda.
- Toshio Kurosawa - Sata Hiromichi

truffatore finanziario.
- Kazuki Iio Komi Takashi
- Ayaka Komatsu
- Motoya Izumi - Kumashino Masato

truffatore che si finge un sensitivo e un medium che parla con i defunti.
- Kaiko Utsumi - Tamashiro Kura
- Mayumi Hasegawa - Tamashiro Satomi
- Natsuki Harada - Takahashi Yoshiko
- Shingo Tsurumi - Sakakibara Masashi

truffatore immobiliare.
- Nene Otsuka - Hoshiya Sumiko

amica di Shiraishi. Sua ex compagna di scuola, da sempre innamorata di lui.
- Yumi Shirakawa - Tsujimoto Hiromi

nonna di Yukari
- Nagisa Katahira - Saejima Yoko
- Ayumi Ishida - Emori Kimiko
- Naomi Matsui - Mizuno Kamako
- Masazumi Nitanda - Mizuno Takao
- Kunihiro Matsumura - Emori no Buka (Emori's Subordinate)
- Masato Hagiwara - Kazusa Kimiyoshi

è finito in prigione per aver tentato di accoltellare i suoi truffatori, gli stessi responsabili della rovina del padre di Kurosaki.
- Masazumi Nitanda - Mizuno Takao

## Episodi
| Stagione       | Episodi | Prima TV Giappone | Prima TV Italia |
| -------------- | ------- | ----------------- | --------------- |
| Prima stagione | 11      | 2006              | inedita         |

## Musica
La sigla iniziale e finale della fiction TV è Daite Señorita: cantata dallo stesso Yamapi, costituisce il suo singolo d'esordio come cantante solista.